# Portendick
Portendick fou una factoria comercial situada al nord del riu Senegal, a territori de Mauritània, just a la costa, al lloc localment anomenat Marsa Djarida.
Els portuguesos l'esmenten com a Porto d'Addi, que derivaria de l'emir Haddi Ould Ahmed, que va governar vers 1640 a 1684. Més tard del segle xvii l'emir dels Trarza va autoritzar la construcció d'un fort francès, però Portendick no era cap establiment permanent, només un gran platja d'arena, on una vegada a l'any els venedors i els compradors de goma aràbiga es trobaven com en una fira. El 1815 el tractat de París va concedir als britànics el dret de comerç en aquesta zona; els comerciants francesos, sobretot de Saint Louis del Senegal, sempre es van queixar d'aquesta interferència i finalment el 1857 França va cedir el seu establiment d'Albreda, a la riba del riu Gàmbia, pràcticament abandonat, a la Gran Bretanya, a canvi de la renúncia als seus drets de comerç a Portendick. Posteriorment, per la manca d'aigua el lloc fou abandonat.
Després d'això Portendick va restar una simple platja buida de tot.